# Simona Prasková
Simona Prasková (* 24. dubna 1964 Brno) je česká divadelní, filmová a televizní herečka.

## Život
Od čtrnácti let hrála v brněnském Divadle na provázku. V roce 1986 vystudovala činoherní herectví na Janáčkově akademii múzických umění v Brně. Po studiích působila v divadlech v Kladně a v Kolíně. Dále také v hudebním divadle Karlín a hostovala v Národním divadle v Praze a v Divadle Milénium. Po ukončení kariéry v divadlech se rozhodla přestěhovat do Anglie za svým prvním manželem, který odsud pocházel. V Anglii strávila přes deset let.
Po rozvodu s prvním manželem se znovu vdala, tentokrát za rodilého Čecha, se kterým vychovává dceru Natálii. V současné době hraje v Divadle u Stolu a v Malostranské besedě.

## Film a televize
Prasková se krom divadla angažuje i v televizi, možné ji bylo vidět i v pořadu České televize České století režiséra Roberta Sedláčka. Pro Českou televizi se též účastnila natáčení detektivního seriálu Clona režiséra Tomáše Řehořka a podílí se také na připravovaném šestidílném seriálu Bohéma, opět od režiséra Sedláčka. Pro televizi Barrandov hrála také v prvotních dílech televizního seriálu z právnického prostředí; Soudkyně Barbara. Na několika projektech spolupracovala s Irenou Pavláskovou, Jiřím Krejčíkem, Janem Pachlem nebo Ivo Trajkovem. Režisérkou Olgou Dabrowskou byla obsazena i do celovečerního filmu Cena za štěstí.
V roce 2019 si zahrála ve filmu Špindl 2.
Věnuje se dabingu a do češtiny již namluvila přes 800 různých postav nebo filmů.[zdroj?] V roce 2017 byla členkou redakční rady magazínu DISUK.cz